# Raoul Cauvin

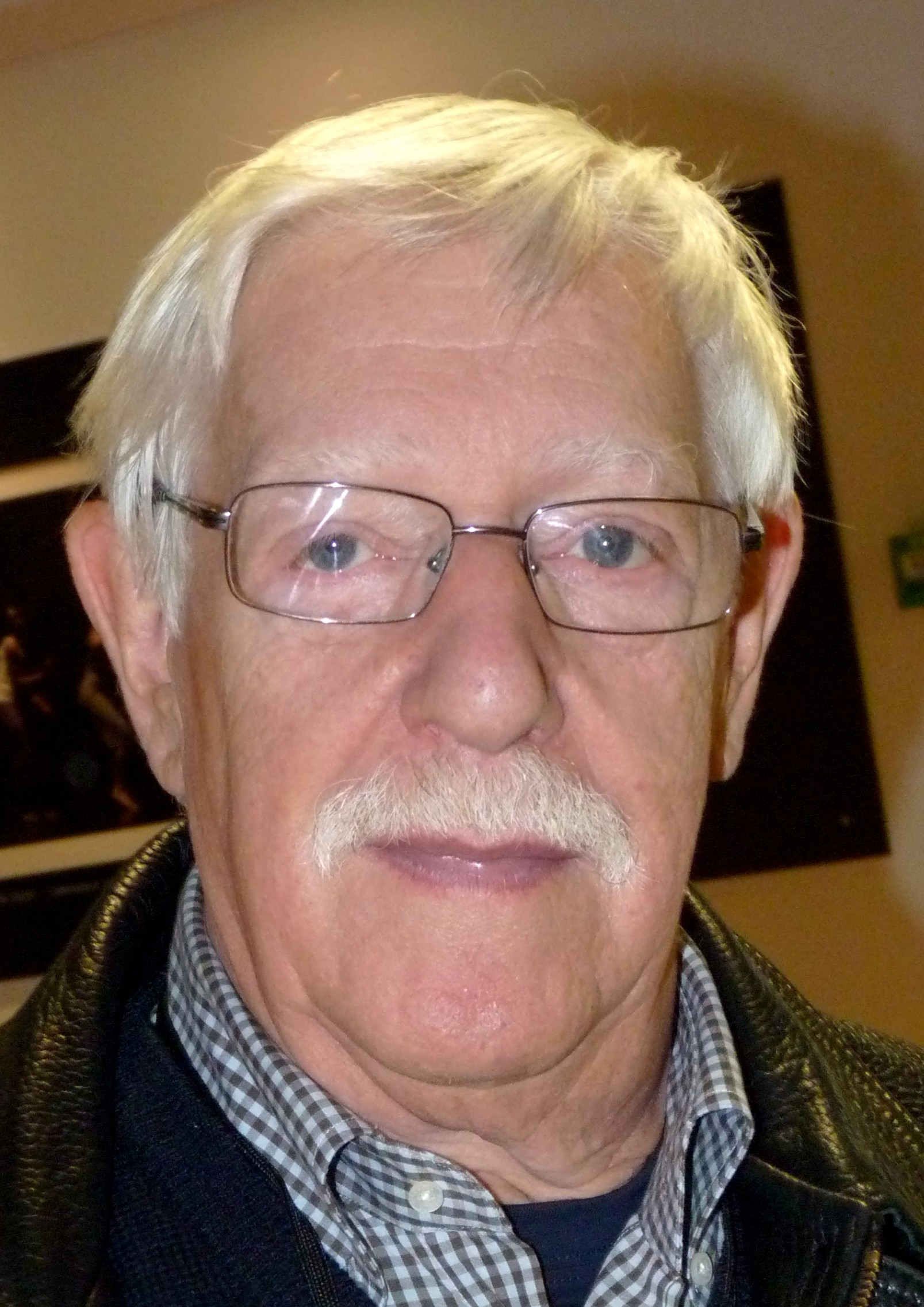
Raoul Cauvin (2012)

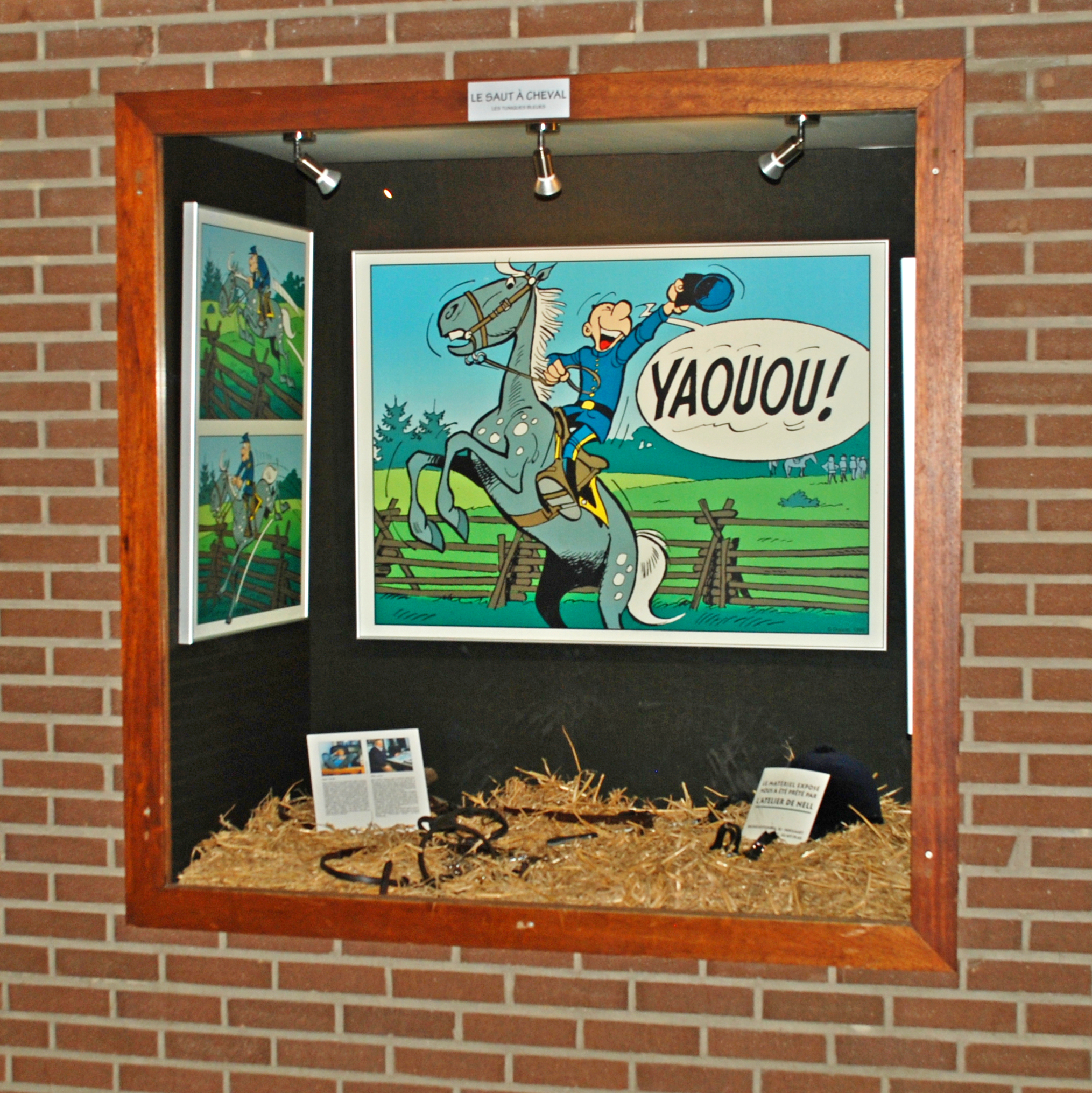
Blutch

Raoul Cauvin (* 26. September 1938 in Antoing, Belgien; † 19. August 2021) war ein belgischer Comicautor.

## Leben
Nach der Ausbildung zum Werbelithografen, einem Beruf ohne Zukunft, absolvierte er seinen Wehrdienst.
Im Jahr 1960 begann er bei Dupuis mit einfachen Arbeiten, wie dem Zeichnen von Kästchen beim Kreuzworträtsel. Kurz darauf arbeitete er bei den Animationsstudios T.V.A., die Eddy Ryssack gehörten, als Kameramann. Neben dem Erstellen der Schlümpfe-Filme schrieb Cauvin Szenarien, mit denen er es sieben Jahre lang probierte, bei Dupuis eine Anstellung zu bekommen. Seine Vorschläge wurden von Yvan Delporte immer abgelehnt.
Charles Dupuis gab Cauvin aber eine Chance, sein Können unter Beweis zu stellen. Damit hatte auch die Arbeit bei T.V.A. ein Ende.
Sein Durchbruch gelang ihm zusammen mit Louis Salvérius, als beide die Serie Die blauen Boys (franz. Les Tuniques bleues) im Jahr 1968 erschufen. Diese Serie war als Ersatz von Lucky Luke gedacht und erschien erstmals am 29. August 1968 in der Wochenzeitschrift Spirou. Cauvin schrieb bis zum Tod von Salvérius nicht nur einige Einseiter und Kurzgeschichten, sondern auch vier Bände, in denen es um Soldaten der Nordstaaten im Amerikanischen Bürgerkrieg geht. Salvérius pflegte in den Geschichten einen rundum komischen Stil. Die Figuren ähneln noch nicht den aktuellen, sondern erinnern eher an Ryssack oder Franquin. Den Band Outlaw konnte Salvérius nicht mehr vollenden. Er starb am 22. Mai 1972. Das unvollendete Abenteuer wurde von Willy Lambil, der die Serie 1972 übernahm, im karikaturhaften Stil von Salvérius fertiggestellt. In den folgenden Bänden wurde der Stil immer realistischer. Bis jetzt sind insgesamt 68 Bände bei Dupuis erschienen, 64 davon wurden von Cauvin verfasst.
Im Jahr 1972 schuf Cauvin mit Lambil die Reihe Armer Lampil (franz. Pauvre Lampil) mit dem Comiczeichner Lambil als Hauptfigur. Diese Comics erschienen beim Magazin Spirou unter der neuen Rubrik Carte Blanche (Die freie Seite). Mit der Einführung dieser beiden Seiten wurde jungen Talenten die Möglichkeit gegeben, sowohl ihre besten Arbeiten vorzustellen, als auch unkonventionelle Kurzgeschichten zu veröffentlichen. Neben dem regelmäßigen Abdruck im Magazin Spirou wurden diese Kurzgeschichten in Frankreich in sieben Bänden abgedruckt.
Neben den oben aufgeführten Comics schrieb Cauvin noch folgende Serien:
- ab 1970: Sammy (Berck/Jean-Pol/Cauvin) Sammy & Jack, 40 Bände.
- 1969–1984: Caline & Calebasse (Mazel/Cauvin).
- 1979–1987: Boulouloum et Guiliguili / Les Jungles perdues (Mazel/Cauvin) King und Kong / Rambo & Zambo, zehn Bände.
- ab 1979: Les grandes amours contrariées (Bercovici/Cauvin), 30 Bände.
- 1980/1981: Spirou et Fantasio (Nicolas Broca/Cauvin) Spirou und Fantasio, drei Bände.
- ab 1981: L'Agent 212 (Kox/Cauvin) Dein Freund und Helfer, 30 Bände.
- ab 1983: Pierre Tombal (Hardy/Cauvin) Pierre Tombal, 24 Bände.
- ab 1986: Les femmes en blanc (Bercovici/Cauvin) Die kranken Schwestern, 36 Bände.
- ab 1986: Cédric (Laudec/Cauvin) Cédric, 28 Bände.
- ab 1992: Les Psy (Bédu/Cauvin) die Psy, 14 Bände.

Raoul Cauvin starb 2021 an Krebs.

## Auszeichnungen
- 1975: Bestes Comicalbum beim Prix Saint-Michel, Brüssel, Belgien für Sammy[2]
- 1976: Bester ausländischer Autor beim Festival International de la Bande Dessinée d’Angoulême, Frankreich[3]
- 2001: Nominierung für das Beste Jugendalbum beim Festival International de la Bande Dessinée d’Angoulême, Frankreich für CRS=Détresse[4]
- 2006: Nominierung für das Beste Album bei den Albert-Uderzo-Awards in Nîmes, Frankreich für Die blauen Boys[5]